# Freddy (EP)
Freddy ist das 47. Extended-Play-Album des österreichischen Schlagersängers Freddy Quinn, das im Musiklabel Polydor auf Compact Disc (Nummer EPH 20971) in Dänemark veröffentlicht wurde.

## Schallplattenhülle
Auf der Schallplattenhülle ist Freddy Quinn zu sehen, der mit einem schwarzen Pullover bekleidet ist und sitzend seine Gitarre spielt.

## Musik
Der Legionär, Noch immer allein und Ich bin bald wieder hier wurden von Lotar Olias und Peter Moesser geschrieben und von Freddy Quinn erstmals 1958 zusammen mit dem Tanz-Ensemble Bert Kaempfert veröffentlicht.
Cigarettes and Whisky ist eine Coverversion des englischen Liedes Cigareetes, Whusky, And Wild, Wild Women, das von Tim Spencer geschrieben und 1947 von The Sons of the Pioneers gesungen wurde.

## Titelliste
Die Schallplatte beinhaltet folgende vier Titel:
- Seite 1:

1. Der Legionär
2. Noch immer allein

- Seite 2:

1. Ich bin bald wieder hier
2. Cigarettes and Whiskey